# Indeks fitoplanktonowy IFPL
Multimetryczny Indeks Fitoplanktonowy (ang. Phytoplankton Multimetric Index IFPL) – jeden ze wskaźników stosowany do oceny stanu ekologicznego rzek na podstawie zbiorowiska fitoplanktonu. Na jego podstawie oceniany jest stan ekologiczny największych polskich rzek zgodnie z wytycznymi Ramowej Dyrektywy Wodnej.

## Sposób wyznaczania
Wskaźnik fitoplanktonowy IFPL jest średnią arytmetyczną z dwóch modułów: wskaźnika trofii IT oraz wskaźnika chlorofilowego CH. 
Wylicza się go według równania: 
{\displaystyle IFPL={\frac {Z_{IT}+Z_{CH}}{2}}}
gdzie:
ZIT - znormalizowana wartość wskaźnika trofii IT;
ZCH - znormalizowana wartość wskaźnika chlorofilu CH. 
Przed wyliczeniem wskaźnika fitoplanktonowego IFPL wartości wskaźników trofii i chlorofilowego są standaryzowanego według wzorców: 
{\displaystyle Z_{IT}=1-{\bigl (}(IT-1)\cdot 0,25{\bigr )}}
gdzie:
ZIT - znormalizowana wartość wskaźnika trofii IT;
IT - wskaźnik trofii. 
Wartość ZIT zmienia się w przedziale od 1 (najkorzystniejszy) do 0 (najmniej korzystny). 
{\displaystyle Z_{CH}=1-{\bigl (}CH\cdot 0,25{\bigr )}}
gdzie:
ZCH - znormalizowana wartość wskaźnika chlorofilu CH;
CH - wskaźnik chlorofilu. 
Wartość ZCH zmienia się w przedziale od 1 (najkorzystniejszy) do 0 (najmniej korzystny).
Indeks trofii IT jest oparty na taksonach występujących w środowisku fitoplanktonu, wskaźnikowych dla poziomu żyzności wód rzeki. Każdy takson ma przypisaną wartość troficzną i wagową. Przy obliczaniu indeksu IT uwzględnia się również procentowy udział danego taksonu wskaźnikowego w całej bioobjętości wszystkich taksonów wskaźnikowych.
Wskaźnik trofii IT jest wyliczany według wzoru:
{\displaystyle IT={\frac {\sum {\bigl (}D_{i}\cdot wT_{i}\cdot T_{i}{\bigr )}}{\sum {\bigl (}D_{i}\cdot wT_{i}{\bigr )}}}}
gdzie:
Di - średnia sezonowa procentowego udziału i-tego taksonu w bioobjętości taksonów wskaźnikowych fitoplanktonu;
wTi - wartość wagowa (tolerancja) i-tego taksonu;
Ti - wartość wskaźnikowa trofii i-tego taksonu.
Wskaźnik chlorofilowy CH jest wyliczany w pięciu kategoriach według podanego niżej schematu:
| Typ 19, 20, 24, 25                       | Typ 19, 20, 24, 25 | Typ 21                                   | Typ 21 |
| ---------------------------------------- | ------------------ | ---------------------------------------- | ------ |
| Stężenie chlorofilu a (średnia z sezonu) | CH                 | Stężenie chlorofilu a (średnia z sezonu) | CH     |
| <20                                      | 0                  | <25                                      | 0      |
| 20-35                                    | 1                  | 25-60                                    | 1      |
| 35-50                                    | 2                  | 60-95                                    | 2      |
| 50-65                                    | 3                  | 95-130                                   | 3      |
| >65                                      | 4                  | >130                                     | 4      |

## IFPL a klasy stanu ekologicznego rzek
Specyficzność dla typu rzeki jest uwzględniana na etapie obliczeń wskaźnika chlorofilowego CH, toteż dla wszystkich typów rzek stosuje się takie same przedziały dla granic klas stanu ekologicznego, zgodnie z Rozporządzeniem Ministra Środowiska z dnia 9 listopada 2011 r. (Dz. U. Nr 257, Poz. 1545).
| Klasa jakości wód | Stan ekologiczny | Wartość indeksu IFPL |
| ----------------- | ---------------- | -------------------- |
| I                 | Bardzo dobry     | ≥0,80                |
| II                | Dobry            | (0,80 - 0,60>        |
| III               | Umiarkowany      | (0,60 - 0,40>        |
| IV                | Słaby            | (0,40 - 0,20>        |
| V                 | Zły              | <0,20                |